# Ойтелє Павло
Павло Евтельє (пол. Paweł Eutele, нім. Paul Eutele; 1804, Німеччина — 30 січня 1889, Львів) — львівський (деколи його називають польським) скульптор німецького походження, майстер меморіальної скульптури.
Польською мовою його ім'я читають Павел Евтелє, німецькою — Пауль Ойтелє. Після Другої світової війни в радянській (україно- та російськомовній) літературі усталилося написання прізвища — Евтельє.

## Біографія
До Львова прибув 1828 року з Німеччини. Учень Антона Шімзера, по смерті якого у 1837 році перейняв каменярську майстерню. Після 1881 року більше не творив і не провадив власної майстерні. Останні роки провів у бідності в Домі убогих св. Лазаря, де помер. Був похований на Стрийському цвинтарі у Львові (могила не збереглася через ліквідацію цвинтаря).
Роботи:
- Скульптури та декоративні рельєфи на спорудах Львова: група «Війна і Мир» (1850) над порталом будинку на вулиці Театральній, 10; скульптури в нішах на фасаді костелу святої Софії; оформлення Венглінського джерела на Погулянці (1839)[2].
- Понад 60 надгробних пам'ятників на Личаківському   цвинтарі: надгробки Антона Шімзера (поле № 11), сестер Облочинських — Дороти Зег і Герміни Облочинської (поле № 50), Юзефа Івановича (поле № 2), подружжя Саравеллі (поле № 7), Антона Тарновського (поле № 14)[1].
- Надгробок Анни-Емілії Грубер (близько 1860, пісковик) на Микулинецькому цвинтарі в Тернополі.